# Pachygone sinica
Pachygone sinica är en tvåhjärtbladig växtart som beskrevs av Friedrich Ludwig Diels. Pachygone sinica ingår i släktet Pachygone och familjen Menispermaceae. Inga underarter finns listade i Catalogue of Life.